# Ngày Du lịch Thế giới

6 khu vực của Tổ chức Du lịch Thế giới

Ngày Du lịch thế giới được cử hành vào ngày 27 tháng 9, là ngày do Tổ chức Du lịch Thế giới của Liên Hợp Quốc đặt ra nhằm tuyên truyền nâng cao nhận thức về vai trò của du lịch trong cộng đồng quốc tế.

## Lịch sử
Từ năm 1980, Tổ chức Du lịch Thế giới của Liên Hợp Quốc đã chọn ngày 27 tháng 9 hàng năm làm "Ngày Du lịch thế giới". Ngày 27 tháng 9 được chọn vì vào ngày này năm 1970, điều lệ của "Tổ chức Du lịch Thế giới" đã được chấp thuận. Việc chấp thuận điều lệ của Tổ chức được coi như mốc lịch sử quan trọng cho ngành du lịch toàn cầu. Mục tiêu của ngày này là để tuyên truyền nâng cao nhận thức về vai trò của du lịch trong cộng đồng quốc tế và để chứng tỏ cách mà du lịch ảnh hưởng tới các giá trị văn hóa, xã hội, chính trị và kinh tế trên khắp thế giới.
Tại khóa họp lần thứ 12 của "Tổ chức Du lịch Thế giới" ở Istanbul, Thổ Nhĩ Kỳ vào tháng 10 năm 1997, Đại hội đồng đã quyết định mỗi năm chỉ định một nước chủ nhà như một đối tác để cử hành Ngày Du lịch thế giới.
Tại khóa họp lần thứ 15 ở Bắc Kinh, Trung quốc vào tháng 10 năm 2003, Đại hội đồng đã quyết định cử hành Ngày Du lịch quốc tế theo thứ tự địa lý: 
- 2006: châu Âu
- 2007: Nam Á
- 2008: châu Mỹ
- 2009: châu Phi
- 2010: châu Á
- 2011: Trung Đông.

## Các chủ đề
- 2011: Du lịch liên kết các nền văn hóa [1] (nước chủ nhà: (Aswan), Ai Cập.[2])
- 2010: Du lịch & Đa dạng sinh học[3] (nước chủ nhà: Cộng hòa Nhân dân Trung Hoa.[4])
- 2009: Du lịch - Sự tán dương tính đa dạng (nước chủ nhà: châu Phi.)
- 2008: Du lịch đáp ứng sự thách thức của biến đổi khí hậu và sự nóng lên toàn cầu (nước chủ nhà: Ấn Độ)
- 2007: Du lịch mở cửa cho các phụ nữ (nước chủ nhà: Sri Lanka)
- 2006: Du lịch làm thêm phong phú (nước chủ nhà: Bồ Đào Nha)
- 2005: Du lịch và vận chuyển từ sức tưởng tượng của Jules Verne tới thực tế của thế kỷ 21 (nước chủ nhà: Qatar)
- 2004: Thể thao và Du lịch: hai sức sống cho văn hóa, sự hiểu biết lẫn nhau và sự phát triển xã hội (nước chủ nhà: Malaysia)
- 2003: Du lịch: một động lực để giảm nghèo, tạo việc làm và hòa hợp xã hội (nước chủ nhà: Algérie)
- 2002: Du lịch sinh thái, chìa khóa để phát triển bền vững (nước chủ nhà: Costa Rica)
- 2001: Du lịch: một phí tổn vì hòa bình và đối thoại giữa các nền văn minh (nước chủ nhà: Iran)
- 2000: Công nghệ và thiên nhiên: hai thách thức đối với du lịch vào buổi bình minh của thế kỷ 21 (nước chủ nhà: Đức)
- 1999: Du lịch: việc bảo tồn di sản thế giới trong thiên niên kỷ mới (nước chủ nhà: Chile)
- 1998: Sự cộng tác khu vực công-tư: chìa khóa để phát triển và xúc tiến du lịch (nước chủ nhà: México)
- 1997: Du lịch: một hoạt động hàng đầu của thế kỷ 21 để tạo việc làm và bảo vệ môi trường
- 1996: Du lịch: một yếu tố của lòng khoan dung và hòa bình
- 1995: Tổ chức Thương mại Thế giới: phục vụ du lịch thế giới trong 20 năm
- 1994: Chất lượng các nhân viên, chất lượng du lịch
- 1993: Phát triển du lịch và bảo vệ môi trường: hướng tới một sự hòa hợp lâu dài
- 1992: Du lịch: một yếu tố của sự liên đới xã hội và kinh tế tăng dần và của sự gặp gỡ giữa mọi người
- 1991: Truyền thông, thông tin và giáo dục: những mặt mạnh của phát triển du lịch
- 1990: Du lịch: một ngành công nghiệp không được công nhận, một dịch vụ được đưa ra (Tuyên bố Den Haag về ngành Du lịch)
- 1989: Sự di chuyển tự do của khách du lịch tạo ra một thế giới
- 1988: Du lịch: Sự giáo dục cho mọi người
- 1987: Du lịch cho Phát triển
- 1986: Du lịch: lực lượng cốt yếu cho hòa bình thế giới
- 1985: Du lịch giới trẻ: di sản văn hóa và lịch sử cho hòa bình và hữu nghị
- 1984: Du lịch cho hiểu biết quốc tế, hòa bình và hợp tác
- 1983: Đi du lịch và các ngày nghỉ là quyền lợi nhưng cũng là nghĩa vụ đối với mọi người
- 1982: Sự hãnh diện trong du lịch: Các khách tốt và các chủ nhà tốt
- 1981: Du lịch và phẩm chất cuộc sống
- 1980: Sự đóng góp của Du lịch vào việc bảo tồn di sản văn hóa, vào hòa bình và sự hiểu biết lẫn nhau